# Bahnstrecke Amagne-Lucquy–Revigny
| Strecke bei Vouziers, 2017 |                      |                                                                                         |                                                                                         |
| Streckennummer (SNCF): | 210 000              |                                                                                         |                                                                                         |
| Kursbuchstrecke (SNCF): | 6                    |                                                                                         |                                                                                         |
| Streckenlänge: | 108 km               |                                                                                         |                                                                                         |
| Spurweite: | 1435 mm (Normalspur) |                                                                                         |                                                                                         |
| Maximale Neigung: | 7 ‰                  |                                                                                         |                                                                                         |
| Zweigleisigkeit: | ehem. ja             |                                                                                         |                                                                                         |
| |                      |                                                                                         |                                                                                         |
| \| \| \| Bahnstrecke Soissons–Givet von Soissons \| \| \| \| \| Bahnstrecke Hirson–Amagne-Lucquy von Hirson \| \| \| \| 102,0 0,0 \| Amagne-Lucquy \| 82 m \| \| \| \| Bahnstrecke Soissons–Givet nach Givet \| \| \| \| 2,4 \| Amagne-Village \| 82 m \| \| \| 6,2 \| Alland’Huy \| 90 m \| \| \| 9,9 \| Attigny (Ardennes) \| 84 m \| \| \| \| Aisne (54 m) \| \| \| \| \| Canal des Ardennes (28 m) \| \| \| \| 14,7 \| Rilly-Semuy-Saint-Irénée \| 90 m \| \| \| 19,0 \| Voncq \| 89 m \| \| \| 23,8 \| Vrizy-Vandy \| 93 m \| \| \| \| Canal d’Amenée (22 m) \| \| \| \| 28,2 \| Vouzier \| 95 m \| \| \| \| \| \| \| \| \| Bahnstrecke Vouziers–Châtelet-sur-Retourne (Chemins de fer départementaux des Ardennes) \| \| \| \| \| \| \| \| \| 30,3 \| Savigny \| 102 m \| \| \| 34,6 \| Saint-Morel \| 122 m \| \| \| 37,7 \| Monthois \| 110 m \| \| \| \| Bahnstrecke Bazancourt–Challerange von Bazancourt \| \| \| \| 40,8 \| Challerange \| 106 m \| \| \| \| Bahnstrecke Challerange–Apremont-sur-Aire nach Apremont-sur-Aire \| \| \| \| 41,8 \| Streckenende \| Streckenende \| \| \| 47,2 \| Autry \| 122 m \| \| \| ~49,2 \| Département Ardennes/Marne \| Département Ardennes/Marne \| \| \| 49,2 \| Dormoise (12 m) \| Dormoise (12 m) \| \| \| 50,7 \| Cernay-en-Dormois \| 119 m \| \| \| 54,7 \| Ville-sur-Tourbe \| 123 m \| \| \| 54,9 \| Canal de la Tourbe (12 m) \| Canal de la Tourbe (12 m) \| \| \| 60,0 \| Vienne-la-Ville \| 130 m \| \| \| 64,8 65,3 \| Aisne (2 ×) (12+30 m) \| Aisne (2 ×) (12+30 m) \| \| \| 65,7 \| La Neuville-au-Pont \| 135 m \| \| \| 67,9 68,8 \| Aisne (2 ×) (40+40 m) \| Aisne (2 ×) (40+40 m) \| \| \| \| Auve \| \| \| \| 71,3 \| Ste-Menehould-Guise \| 138 m \| \| \| \| Bahnstrecke Saint-Hilaire-au-Temple–Hagondange von St.-Hilaire-au-T. \| \| \| \| 72,4 \| Sainte-Menehould \| 140 m \| \| \| 74,3 \| Bahnstrecke Saint-Hilaire-au-Temple–Hagondange nach Hagondange \| Bahnstrecke Saint-Hilaire-au-Temple–Hagondange nach Hagondange \| \| \| \| Aisne \| \| \| \| \| zur Bahnstrecke Saint-Hilaire-au-Temple–Hagondange \| \| \| \| 75,0 \| A 4 \| A 4 \| \| \| 81,2 \| Villers-Daucourt \| 152 m \| \| \| \| LGV Est européenne \| \| \| \| 84 \| Le Vieil-Dampierre \| 159 m \| \| \| 91,1 \| Givry-en-Argonne \| 174 m \| \| \| ~95,7 \| Département Marne/Meuse \| Département Marne/Meuse \| \| \| 99,1 \| Sommeilles-Nettancourt \| 151 m \| \| \| 100,1 \| Ornain (60 m) \| Ornain (60 m) \| \| \| \| Bahnstrecke Paris–Strasbourg von Paris-Est \| \| \| \| 107,2 237,3 \| Bahnstrecke Revigny–Saint-Dizier nach Saint-Dizier \| Bahnstrecke Revigny–Saint-Dizier nach Saint-Dizier \| \| \| 238 \| Revigny-sur-Ornain \| 146 m \| \| \| \| Bahnstrecke Paris–Strasbourg nach Strasbourg-Ville \| \| |                      |                                                                                         |                                                                                         |
| Strecke |                      | Bahnstrecke Soissons–Givet von Soissons                                                 | Bahnstrecke Soissons–Givet von Soissons                                                 |
| Abzweig geradeaus und von links |                      | Bahnstrecke Hirson–Amagne-Lucquy von Hirson                                             | Bahnstrecke Hirson–Amagne-Lucquy von Hirson                                             |
| Bahnhof | 102,0 0,0            | Amagne-Lucquy                                                                           | 82 m                                                                                    |
| Abzweig geradeaus, nach links und ehemals von links |                      | Bahnstrecke Soissons–Givet nach Givet                                                   | Bahnstrecke Soissons–Givet nach Givet                                                   |
| ehemaliger Bahnhof | 2,4                  | Amagne-Village                                                                          | 82 m                                                                                    |
| Dienststation / Betriebs- oder Güterbahnhof | 6,2                  | Alland’Huy                                                                              | 90 m                                                                                    |
| Dienststation / Betriebs- oder Güterbahnhof | 9,9                  | Attigny (Ardennes)                                                                      | 84 m                                                                                    |
| Brücke über Wasserlauf |                      | Aisne (54 m)                                                                            | Aisne (54 m)                                                                            |
| Brücke über Wasserlauf |                      | Canal des Ardennes (28 m)                                                               | Canal des Ardennes (28 m)                                                               |
| ehemaliger Bahnhof | 14,7                 | Rilly-Semuy-Saint-Irénée                                                                | 90 m                                                                                    |
| ehemaliger Bahnhof | 19,0                 | Voncq                                                                                   | 89 m                                                                                    |
| ehemaliger Bahnhof | 23,8                 | Vrizy-Vandy                                                                             | 93 m                                                                                    |
| Brücke über Wasserlauf |                      | Canal d’Amenée (22 m)                                                                   | Canal d’Amenée (22 m)                                                                   |
| Dienststation / Betriebs- oder Güterbahnhof | 28,2                 | Vouzier                                                                                 | 95 m                                                                                    |
| |                      |                                                                                         |                                                                                         |
| Kreuzung mit U-Bahn geradeaus oben (Querstrecke außer Betrieb) |                      | Bahnstrecke Vouziers–Châtelet-sur-Retourne (Chemins de fer départementaux des Ardennes) | Bahnstrecke Vouziers–Châtelet-sur-Retourne (Chemins de fer départementaux des Ardennes) |
| |                      |                                                                                         |                                                                                         |
| ehemaliger Bahnhof | 30,3                 | Savigny                                                                                 | 102 m                                                                                   |
| ehemaliger Bahnhof | 34,6                 | Saint-Morel                                                                             | 122 m                                                                                   |
| Dienststation / Betriebs- oder Güterbahnhof | 37,7                 | Monthois                                                                                | 110 m                                                                                   |
| Abzweig geradeaus, ehemals nach rechts und ehemals von rechts |                      | Bahnstrecke Bazancourt–Challerange von Bazancourt                                       | Bahnstrecke Bazancourt–Challerange von Bazancourt                                       |
| Bahnhof | 40,8                 | Challerange                                                                             | 106 m                                                                                   |
| Abzweig geradeaus und ehemals nach links |                      | Bahnstrecke Challerange–Apremont-sur-Aire nach Apremont-sur-Aire                        | Bahnstrecke Challerange–Apremont-sur-Aire nach Apremont-sur-Aire                        |
| | 41,8                 | Streckenende                                                                            | Streckenende                                                                            |
| Bahnhof (Strecke außer Betrieb) | 47,2                 | Autry                                                                                   | 122 m                                                                                   |
| Grenze (Strecke außer Betrieb) | ~49,2                | Département Ardennes/Marne                                                              | Département Ardennes/Marne                                                              |
| Brücke über Wasserlauf (Strecke außer Betrieb) | 49,2                 | Dormoise (12 m)                                                                         | Dormoise (12 m)                                                                         |
| Haltepunkt / Haltestelle (Strecke außer Betrieb) | 50,7                 | Cernay-en-Dormois                                                                       | 119 m                                                                                   |
| Bahnhof (Strecke außer Betrieb) | 54,7                 | Ville-sur-Tourbe                                                                        | 123 m                                                                                   |
| Brücke über Wasserlauf (Strecke außer Betrieb) | 54,9                 | Canal de la Tourbe (12 m)                                                               | Canal de la Tourbe (12 m)                                                               |
| Bahnhof (Strecke außer Betrieb) | 60,0                 | Vienne-la-Ville                                                                         | 130 m                                                                                   |
| Brücke über Wasserlauf (Strecke außer Betrieb) | 64,8 65,3            | Aisne (2 ×) (12+30 m)                                                                   | Aisne (2 ×) (12+30 m)                                                                   |
| Bahnhof (Strecke außer Betrieb) | 65,7                 | La Neuville-au-Pont                                                                     | 135 m                                                                                   |
| Brücke über Wasserlauf (Strecke außer Betrieb) | 67,9 68,8            | Aisne (2 ×) (40+40 m)                                                                   | Aisne (2 ×) (40+40 m)                                                                   |
| Brücke über Wasserlauf (Strecke außer Betrieb) |                      | Auve                                                                                    | Auve                                                                                    |
| Haltepunkt / Haltestelle (Strecke außer Betrieb) | 71,3                 | Ste-Menehould-Guise                                                                     | 138 m                                                                                   |
| Abzweig ehemals geradeaus und von rechts |                      | Bahnstrecke Saint-Hilaire-au-Temple–Hagondange von St.-Hilaire-au-T.                    | Bahnstrecke Saint-Hilaire-au-Temple–Hagondange von St.-Hilaire-au-T.                    |
| Dienststation / Betriebs- oder Güterbahnhof | 72,4                 | Sainte-Menehould                                                                        | 140 m                                                                                   |
| Abzweig ehemals geradeaus und nach links | 74,3                 | Bahnstrecke Saint-Hilaire-au-Temple–Hagondange nach Hagondange                          | Bahnstrecke Saint-Hilaire-au-Temple–Hagondange nach Hagondange                          |
| Brücke über Wasserlauf (Strecke außer Betrieb) |                      | Aisne                                                                                   | Aisne                                                                                   |
| Kreuzung geradeaus unten (Strecken außer Betrieb) |                      | zur Bahnstrecke Saint-Hilaire-au-Temple–Hagondange                                      | zur Bahnstrecke Saint-Hilaire-au-Temple–Hagondange                                      |
| Strecke mit Straßenbrücke (Strecke außer Betrieb) | 75,0                 | A 4                                                                                     | A 4                                                                                     |
| Bahnhof (Strecke außer Betrieb) | 81,2                 | Villers-Daucourt                                                                        | 152 m                                                                                   |
| |                      | LGV Est européenne                                                                      |                                                                                         |
| Haltepunkt / Haltestelle (Strecke außer Betrieb) | 84                   | Le Vieil-Dampierre                                                                      | 159 m                                                                                   |
| Bahnhof (Strecke außer Betrieb) | 91,1                 | Givry-en-Argonne                                                                        | 174 m                                                                                   |
| Grenze (Strecke außer Betrieb) | ~95,7                | Département Marne/Meuse                                                                 | Département Marne/Meuse                                                                 |
| Bahnhof (Strecke außer Betrieb) | 99,1                 | Sommeilles-Nettancourt                                                                  | 151 m                                                                                   |
| Brücke über Wasserlauf (Strecke außer Betrieb) | 100,1                | Ornain (60 m)                                                                           | Ornain (60 m)                                                                           |
| Abzweig geradeaus, ehemals nach rechts und von rechts (Strecke außer Betrieb) |                      | Bahnstrecke Paris–Strasbourg von Paris-Est                                              | Bahnstrecke Paris–Strasbourg von Paris-Est                                              |
| Abzweig geradeaus und ehemals von rechts | 107,2 237,3          | Bahnstrecke Revigny–Saint-Dizier nach Saint-Dizier                                      | Bahnstrecke Revigny–Saint-Dizier nach Saint-Dizier                                      |
| Bahnhof | 238                  | Revigny-sur-Ornain                                                                      | 146 m                                                                                   |
| Strecke |                      | Bahnstrecke Paris–Strasbourg nach Strasbourg-Ville                                      | Bahnstrecke Paris–Strasbourg nach Strasbourg-Ville                                      |

Die Bahnstrecke Amagne-Lucquy–Revigny ist eine ehemals zweigleisige, heute teilweise stillgelegte Strategische Bahn in Frankreich. Sie verläuft über die drei Départements Ardennes, Marne und Meuse. Im Süden hat sie Anschluss an die Eisenbahnstrecke Revigny–Saint-Dizier, die hier mit der Bahnstrecke Paris–Strasbourg zusammentrifft. Im Norden führte die Strecke in Amagne-Lucquy zusammen mit der Bahnstrecke Soissons–Givet, über die in Rethel eine Verbindung über Hirson bis nach Lille bestand. Sie führte mit einem Abstand von ca. 35 km an Verdun vorbei mitten durch die Schlachtfelder des Ersten Weltkriegs. Entsprechend groß waren die Zerstörungen von den Bahnanlagen.

## Geschichte
Die private Konzessionsgesellschaft aus Investoren Amagne à Vouziers erwarb Ende November 1871, also ein halbes Jahr nach Kriegsende die Rechte zum Bau und Betrieb des Zentralstücks zwischen Challerange und Vouziers dieser Strecke, die im November 1878 eröffnet werden konnte. Bereits im Juni 1873 wurde der nördliche Abschnitt freigegeben und für „öffentlich“ erklärt, also auch für den Personenverkehr zugelassen. Zum Jahresende 1875 wurde der südliche Abschnitt ab Vouziers an die Chemins de fer de l’Est (EST) verkauft, zum 11. Juni 1883 folgte auch der nördliche Teil. Dieser letzte Abschnitt war zum Winterfahrplan 1882 in Betrieb genommen worden.

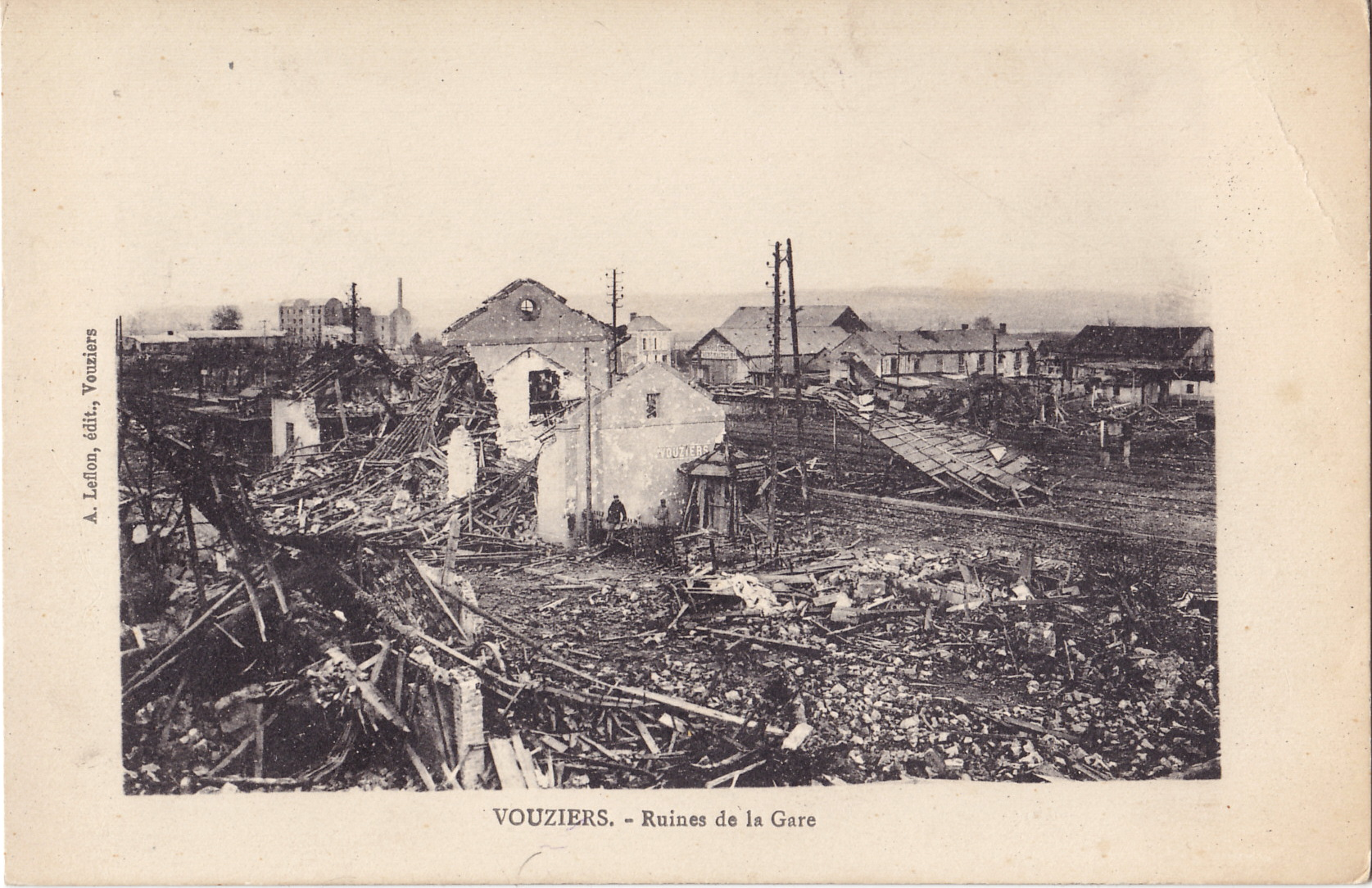
Zerstörungen während des Ersten Weltkriegs, Bahnhof Vouziers

In Sainte-Menehould und in Challerange gab es umfangreiche Gleisanlagen, die alle hier verbundenen Destinationen kreuzungsfrei bedienen konnten sowie einen Lokschuppen, zwei Bahnsteige für das Militär und einen privaten Werksanschluss an die Zuckerfabrik.
1904 gab es fünf, 1914 sogar sechs Zugumläufe in allen drei Wagenklassen auf dieser Strecke. Die Fahrtzeit betrug über vier Stunden. Im Sommer 1954 fuhr noch ein Zugpaar als 3.-Klasse-Personenzug auf dieser Strecke. Morgens von Amagne-Lucquy (ab 7:00 Uhr) nach Gevigny (an zweieinhalb Stunden später), nachmittags um 16:00 Uhr wieder zurück mit Halt an allen Unterwegsbahnhöfen.
Zum 28. September 1969 wurde der Personenverkehr auf der gesamten Strecke eingestellt, Anfang der 1970er Jahre folgte auf dem Abschnitt Challerange–Revigny auch der Güterverkehr. Dieser Teil wurde zum 14. Januar 1972 entwidmet.
Seit 1988 bedient die Chemin de Fer Touristique du Sud des Ardennes (CFTSA) mit Dieseltriebwagen der Reihe X 3800 den 40 Kilometer langen Streckenabschnitt zwischen Amagne-Lucquy und Challerange.

## Topografie
Nach dem Zweiten Weltkrieg wurde die Strecke nicht mehr zweigleisig wiederhergestellt, doch blieben alle Bahnhöfe mit ihren Weichen funktionsfähig, sodass an jeder Station eine Überholung oder Begegnung möglich war. Die Strecke läuft überwiegend entlang von Gewässern und weist keine größeren Höhenunterschiede auf. Nur zwischen Givry-en-Argonne und Sommeille-Nettancourt hat es einen etwa fünf Kilometer langen Gleisabschnitt mit 7 ‰ Gefälle, ansonsten beträgt die Neigung meist zwischen 2 und 5 ‰.